# Alfred Adler (antropolog)
Alfred Adler, född 1934, är en fransk antropolog och etnolog. Han var verksam vid Centre national de la recherche scientifique (CNRS) och École pratique des Hautes Études (EPHE). Adler tillhörde en inofficiell samling av fyra kommunistiska filosofer tillsammans med Michel Cartry, Pierre Clastres och Lucien Sebag. Franska akademien tilldelade år 2001 Adler Prix Louis-Castex för boken Le pouvoir et l'interdit: royauté et religion en Afrique noire.
Alfred Adler föddes i en judisk familj; hans föräldrar och syster mördades av nazisterna.